# 閨密 (電影)
《閨蜜》（英語：Girls），是由香港導演黃真真執導的一部關於友情和愛情的電影，由陳意涵、薛凱琪、楊子姍主演，2013年12月29日在台灣開拍，2014年2月28日在中國大陸殺青，全景在台灣取景拍攝。2014年7月30日在中國大陸上映。臺灣於2014年8月1日上映，香港則在2014年8月8日上映。續集《閨蜜2》於2018年3月2日上映。

## 劇情概要
希汶、Kimmy和小美是學生時代就在一起的好閨蜜。希汶是一個凡事都喜歡按計畫來的保守派，Kimmy是一個在情場上閱人無數的女王級高手，而小美则是一個事業心強却毫無經驗的戀愛菜鳥。這三個性格迥異却親密無間的女孩，却因希汶未婚夫林杰的出軌被打亂：先是誤打誤撞認識了悲劇男喬立，緊接着自由不羈的九天的出現，讓這三個女孩多年來的感情發生了難以想像的改變。

## 演員
| 人物  | 演員   | 簡介 |
| 希汶  | 陳意涵 | 個性溫柔善良，凡事按部就班的保守派，剛大學畢業就計劃要和林傑在二十八歲時結婚，在巴黎渡蜜月，然後在三十歲時生孩子。多年來一直以林傑為生活重心，以結婚為首要目的來編排生活。籌備婚禮期間卻在咖啡廳碰到未婚夫出軌。分手後一蹶不振。在卡拉OK醉酒後走錯房間，而和喬立相遇，期間強行拉著對方陪自己唱了二十幾遍《新不了情》。期後被喬立的溫柔所感動，跨年前兩人互通心意後正式交往。 其實自知跟未婚夫的感情早已轉淡，只是因為太習慣對方在身邊，故而不想改變現狀。曾經揚言要在三十歲前高空彈跳﹑剃光頭和裸泳。在正式放下對林傑的多年感情後，獨自前往沙灘在寒冬下裸泳。 |
| Kimmy | 薛凱琪 | 全名「韓晨（Kimmy Han）」。個性率性而為，八面玲瓏的知名企業公關主管，兼情場高手。自小便是三個人中最漂亮及家境富有，對閨蜜照顧有加。曾以希汶名義傳訊息給喬立，在喬立來到後便留下二人，獨自前往跨年派對。 |
| 小美  | 杨子姗 | 事業型的女強人，以獨當一面的女導演為個人目標而努力拼搏多年，卻從沒談過戀愛。在派對上邂逅了自由不羈的音樂人—九天而迅速墜入愛河，更決定跟隨對方前往歐洲巡迴演唱，可惜遭到極力反對，期後因不滿Kimmy過份干涉自己的生活而跟對方鬧翻。心情極度低落下到夜店賣醉，險些被Tony強暴。事件後與閨蜜重修舊好，感情更勝從前。 |

| 人物   | 演員   | 簡介 |
| ------ | ------ | --- |
| 林傑   | 鍾漢良 | 希汶的未婚夫。成熟，軟弱，對感情希望是能相互理解和支持。被公司裁員時，希汶仍然堅持要置房準備結婚，這份壓力甚至令他必須每晚依靠酒精才能入睡，期間非但沒有得到希汶的理解和支持，更被批評為頹廢。雖然這些年來一直配合著希汶早已制定的人生計劃而生活，但其實內心一直渴望自由，更有自己對未來的規劃。縱然很早以前就有了向希汶坦白的想法，但由於不忍心看到對方難過的樣子，而一直沒說出口。 |
| 喬立   | 余文樂 | 對生活、感情認真堅定，給人溫暖踏實的感覺。總會在希汶需要自己的時候出現在對方身邊，陪伴和給予安慰。與希汶相識前曾有過一段婚姻。但婚後才發現對方是為了氣其前度男朋友才跟自己結婚，而且一直保持聯絡，因此離婚。 在德國公司工作，略憧德語，和希汶以德文髒話開啟對話，曾以德語：跟希汶之前的未婚夫打招呼。                                                                                |
| 九天   | 吳建豪 | 生性不羈的搖滾歌手。渴望藍天大海的探險，尋找能夠更回歸自然的生活。 三年前由英國回臺灣發行了首張專輯，雖然得到不錯的回響，但自己卻日漸感到迷失，因此毅然出海尋找埋在內心的聲音。在船上生活的兩年期間，學會了「拉丁語： 」，從此就自然寫出不同的旋律。 在Kimmy統籌的一個派對上被小美的聲音所吸引。兩人相識不到一個月，新年時邀請小美一同前往歐洲巡迴演唱。                             |
| 黃真真 | 黃真真 | 節目《女人那話兒》主持人。小美的上司。 |
| 貝貝   | 程若微 | 林傑的新歡。 |
| 東尼   | 葉山豪 | 在夜店把喝醉的小美誘騙到酒店，企圖強姦對方。 |
| 受訪者 | 吳芮甄 | 《女人那話兒》受訪者 |

## 電影歌曲
| 曲別   | 歌名     | 演唱者                 | 作詞   | 作曲                                |
| 主題曲 | 一起老去 | 薛凱琪、杨子姗、陳意涵 | 徐世珍 | 雷頌德                              |
| 片尾曲 | Forever  | 吳建豪                 | 梁永泰 | 梁永泰 James Kerridge 吳建豪 余竑龍 |

## 製作人員
- 出品人：宋雅云
- 制作人：林朝阳
- 导演：黄真真
- 编剧：黄真真
- 剪辑：邝志良、李嘉荣
- 配音导演：杜笃之、雷颂德
- 美术设计：李敦刚
- 造型设计：林欣宜
- 视觉特效：郑文政
- 监制：黄真真
- 台灣製片：林勝國

## 票房
台灣方面，首週三天票房為新台幣1500萬元；次週票房累計至新台幣4300萬元；第三週票房累計至新台幣7100萬元；最終全台票房為新台幣1.1億元。

## 奖项提名
| 獎項                 | 類別       | 名字   | 結果 |
| -------------------- | ---------- | ------ | ---- |
| 第34屆香港電影金像獎 | 最佳女配角 | 薛凯琪 | 提名 |

## 外部連結
- 互联网电影数据库（IMDb）上《閨蜜》的资料（英文）
- Box Office Mojo上《閨密》的資料（英文）
- 開眼電影網上《閨蜜》的資料（繁體中文）
- Yahoo奇摩電影上《閨蜜》的資料（繁體中文）
- 雅虎香港電影上《閨蜜》的資料（繁體中文）
- 豆瓣电影上《閨蜜》的資料 （简体中文）
- 时光网上《閨蜜》的資料（简体中文）